# توستان
توستان، روستایی از توابع بخش مرکزی شهرستان لاهیجان در استان گیلان ایران است.
نام روستای توستان در گذشته به دلیل درختان  بیشمار توسکا توستان نامیده شد مردم روستای توستان بسیار مردم خونگرمی هستند.دسترسی آسان به کمربندی لاهیجان لنگرود و همچنین فاصله چند دقیقه ای آن با شهر زیبای لاهیجان ، این روستا را نسبت به سایر روستاهای توابع لاهیجان متمایز کرده است ، تا آنجایی که صنعتگران بخش مواد غذایی تصمیم بر شکلگیری و تاسیس شهرک صنعتی در این موقعیت جغرافیایی با توجه به دسترسی آن نموده اند ، شرکت های بزرگی همچون نوشین ، نادری ، نادی و ... در شهرک صنعتی توستان مشغول به تولید و صادرات محصولات خود به اقصی نقاط دنیا هستند

## جمعیت
این روستا در دهستان بازکیاگوراب قرار دارد و براساس سرشماری مرکز آمار ایران در سال ۱۳۸۵، جمعیت آن ۱٬۰۱۳ نفر (۲۹۶خانوار) بوده‌است.